# Нурмекунд, Пент Пеэтович
Пент Пеэтович Нурмекунд (эст. Pent Nurmekund, 16 декабря 1906, Мюннику, Перновский уезд — 28 декабря 1996 или 1996, Тарту) — эстонский учёный-лингвист, полиглот (знал не менее 50 языков, в том числе более 20 восточных) и ориенталист (востоковед).

## Биография
Родился в семье батрака. Из-за Первой мировой войны пошёл в школу только в 12 лет. В 1928 году окончил мужскую гимназию в г. Вильянди.
Окончил философский факультет Тартуского университета (1933). В 1934—1940 годах совершенствовал знания за рубежом: Дания, Франция, Швеция, Германия. Магистр филологии (1935). Активный участник организованного в Тартуском университете в 1935 по инициативе профессора Л. Лесмента «Академического общества ориенталистики», на заседаниях которого неоднократно выступал с докладами. Преподавал в Тартуском университете (1941—1944).
В 1944 году унтер-офицер пограничного полка. По освобождении Эстонии арестован советскими властями «как бывший немецкий офицер». Находился в лагере до 1947 года.
С 1955 года работал в Тартуском университете (ТГУ), создатель и сотрудник Кабинета востоковедения ТГУ, преподавал арабский, иврит, хинди, китайский, японский, индонезийский, турецкий и др. языки.
Кандидат филологических наук (1968).
Вошёл в составленный в 1999 году по результатам письменного и онлайн-голосования список 100 великих деятелей Эстонии XX века.

## Высказывания
По-настоящему прекрасная музыка — это когда ветер поет в дымоходе!